# Hedychium paludosum
Hedychium paludosum là một loài thực vật có hoa trong họ Gừng. Loài này được M.R.Hend. mô tả khoa học đầu tiên năm 1927.